# Jubaeopsis caffra
Jubaeopsis caffra Becc. è una palma endemica delle Province del Capo e del KwaZulu-Natal, in Sudafrica. È l'unica specie del genere Jubaeopsis.

## Distribuzione e habitat
La specie è endemica della Provincia del Capo Orientale (Sudafrica), lungo le coste del Transkei.
Cresce in aree battute dalla salsedine, dal livello del mare sino alla cima dei sistemi dunali costieri. 

## Conservazione
La Lista rossa IUCN classifica Jubaeopsis caffra come specie vulnerabile.